# Integració econòmica

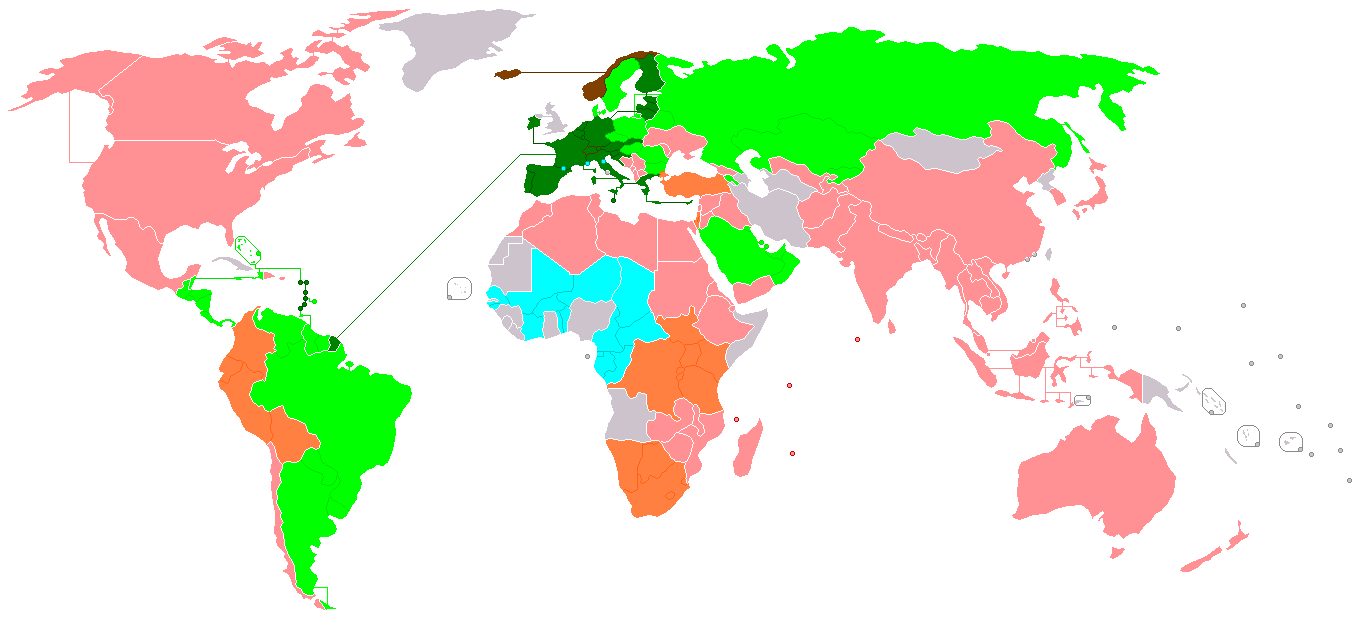
Acords internacionals d'integració econòmica.

La integració econòmica és el terme utilitzat per a descriure la manera en la qual els diversos aspectes de les economies de diversos estats són integrats. El procés i les polítiques relacionades amb la integració econòmica també es coneixen com a polítiques de liberalització o neoliberalisme. Amb l'increment de la integració econòmica, les barreres al comerç entre mercats disminueixen. Avui dia, l'economia més integrada del món, entre estats independents, és la zona euro de la Unió Europea.

## Graus d'integració econòmica
El grau d'integració econòmica pot ser categoritzat en sis etapes:

### Àrea de comerç preferencial
El grau més dèbil d'integració econòmica és la creació d'una àrea de comerç preferencial, un bloc comercial que dona accés preferencial a alguns productes produïts pels països membres. L'accés preferencial s'estableix per mitjà de la reducció d'algunes tarifes, però no les elimina completament. N'és un exemple el tractat firmat per la Unió Europea amb els països de la ACP (Àsia-Carib-Pacífic) en la primera convenció de Lomé.

### Àrea de lliure comerç
El segon grau d'integració econòmica és l'àrea de lliure comerç, formada per un conjunt de països que han acordat eliminar totes les tarifes, quotes i impostos a la majoria dels productes que produeixen. Cada un dels països membres, però, pot tenir polítiques de comerç diferenciades amb altres països que no en són membres. Un exemple d'aquest grau d'integració és el NAFTA, entre Estats Units, Canadà i Mèxic.

### Unió duanera
Una unió duanera, és una àrea de lliure comerç que, a més, estableix tarifes duaneres comunes a tots els estats membres per al comerç amb la resta dels estats no membres. El propòsit de la integració amb una unió duanera és incrementar l'eficiència econòmica i establir enllaços polítics més estrets entre els estats membres. N'és un exemple la Unió Duanera de Sud-àfrica, i encara que amb algunes restriccions, el Mercosur.

### Mercat comú
El quart grau d'integració econòmica és el mercat comú, una unió duanera els membres del qual estableixen polítiques comunes per a la regulació de productes i la llibertat de moviment de tots els factors de la producció: béns, serveis, capitals i mà d'obra. Un exemple històric d'un mercat comú fou la Comunitat Europea, i un exemple contemporani n'és l'Àrea Econòmica Europea. La política del Mercosur és promoure la llibertat de moviment, però, aquesta encara és molt més limitada (especialment el moviment de mà d'obra) que no pas el moviment de l'Àrea Econòmica Europea.

### Unió monetària i econòmica
Una unió monetària i econòmica és un mercat comú amb una moneda única. Avui dia, l'única unió monetària i econòmica és la zona euro de la Unió Europea, conformat pels estats que en són membres i que han adoptat l'euro com a moneda per a les transaccions comercials internes i externes. Altres països han adoptat una moneda única, i això s'anomena simplement unió monetària, però no pas econòmica, atès que no estan integrats econòmicament com a mercat comú.

### Completa integració econòmica
Aquesta és l'etapa final de la integració econòmica, dins la qual els països tenen una completa harmonització en les seves polítiques econòmiques (i sovint socials) conformant un estat supranacional, que pren decisions en favor dels estats membres. Avui dia no existeix cap estat supranacional conformat per estats independents. Històricament, però, els 13 estats que van conformar originalment la Unió Americana, per motius principalment econòmics, són un exemple d'una completa integració econòmica que va crear un estat supranacional. Altres exemples similars són gairebé totes les federacions, els estats o províncies dels quals, van decidir integrar-se políticament i econòmicament voluntàriament com Canadà, Austràlia i en menor grau Argentina i Mèxic.